# یونیون کراس (کارولینای شمالی)
یونیون کراس (به انگلیسی: Union Cross) یک منطقهٔ مسکونی در ایالات متحده آمریکا است که در شهرستان فورسایت، کارولینای شمالی واقع شده‌است. یونیون کراس ۲۹۸٫۱ متر بالاتر از سطح دریا واقع شده‌است.